# Севела, Эфраим
Эфра́им Севе́ла (в советский период жизни — Ефим Севела, первоначальное имя — Ефим Евелевич Драбкин; 8 марта 1928, Бобруйск — 18 августа 2010 или 19 августа 2010, Москва) — русский писатель, актёр, кинорежиссёр и сценарист.
После эмиграции в 1971 году жил в Израиле (1971—1977) и США (1977—1990), с 1990 года — в России.

## Биография
Родился 8 марта 1928 года в Бобруйске в семье кадрового офицера, впоследствии тренера по классической борьбе Евеля Хаимовича Драбкина (1906—2005) и Рахили Шаевны Драбкиной (урождённой Гельфанд, 1906—1972, покончила с собой). Родители были спортсменами и познакомились в Бобруйске на стадионе «Спартак»; мать была чемпионкой БССР по бегу с барьерами. 
С матерью и младшей сестрой успел эвакуироваться из Белоруссии в начале Великой Отечественной войны в Ершовский район Саратовской области (отец был на фронте). Однако, во время бомбёжки Ефим был сброшен взрывной волной с платформы поезда. Бродяжничал, в 1943 году стал «сыном полка» противотанковой артиллерии резерва Ставки Главного командования; с полком дошёл до Германии. Награждён медалью «За отвагу».
После Великой Отечественной войны окончил школу, поступил в Белорусский государственный университет (1948) на отделение журналистики и с 1949 по 1955 годы был корреспондентом газеты «Молодёжь Литвы» в Вильнюсе. Затем переехал в Москву. 
Дебютировал киносценарием к картине «Наши соседи», снятой на «Беларусьфильме» в 1957 году. Под литературным псевдонимом «Ефим Севела» впервые был упомянут как один из сценаристов вышедшего в том же году фильма «Пока не поздно» (Литовская киностудия). Под этим же псевдонимом написал сценарии к комедийным фильмам на фронтовую тематику, в том числе «Крепкий орешек» (1967) и «Годен к нестроевой» (1968). В последнем выступил одновременно в роли режиссёра, сценариста и актёра в эпизодической роли.

## Эмиграция в Израиль
24 февраля 1971 года участвовал в захвате приёмной Президиума Верховного Совета СССР группой из 24 человек, требовавших разрешить советским евреям репатриироваться в Израиль (хотя, по собственному признанию, ранее не был ни диссидентом, ни сионистом). Президиум Верховного Совета СССР удовлетворил требования о выезде в Израиль. После суда над группой был вместе с семьёй (и остальными участниками акции) выслан из СССР.
По его словам, в возрасте 45 лет, через два года после приезда в Израиль, участвовал в войне Судного дня, и на второй день войны «подбил из советской „базуки“ два танка Т-54 и противотанковую пушку», был ранен.

## Переезд в США
В 1977 году переехал в США, жил в Бруклине. Часто переезжал и работал в таких городах, как Лондон, Западный Берлин, Париж.
После эмиграции в 1971 году начал писательскую карьеру, написав в Париже (по пути в Израиль) получившую высокую оценку критики книгу рассказов «Легенды Инвалидной улицы». Впоследствии написал несколько романов, повести, рассказы, киносценарии, автобиографическую прозу. Среди изданных книг — «Остановите самолёт — я слезу», «Моня Цацкес — знаменосец», «Мама», «Викинг», «Тойота Королла», «Мужской разговор в русской бане», «Попугай, говорящий на идиш», «Почему нет рая на Земле», «I Love New York», «Патриот с немытыми ушами», «Зуб мудрости», «Продай твою мать», «Всё не как у людей». Вышло собрание сочинений писателя в 6 томах (1996) и ряд сборников избранных произведений.
К кинематографу Эфраим Севела вновь обратился в 1986 году, сняв в Польше фильм «Колыбельная», состоящий из трёх лирических киноновелл, объединённых темой жизни в гетто во время Второй мировой войны.

## Возвращение в СССР
В 1990 году вернулся в СССР и как режиссёр поставил пять фильмов по собственным сценариям — «Попугай, говорящий на идиш» (1990), «Ноев ковчег» (1992), «Ноктюрн Шопена» (1992), «Благотворительный бал» (1993). В 1995 году Эфраим Севела снял свой последний автодокументальный фильм «Господи, кто я?».
В Москве жил на улице Черняховского, дом № 3.
Эфраим Севела умер 18 августа 2010 года в Москве. Похоронен на Митинском кладбище.

## Семья
- Был женат на дочери режиссёра Альберта Гендельштейна (падчерице эстрадной певицы Эдит Утёсовой), актрисе Юлии Гендельштейн (в замужестве Севела, род. 1934), известной по картинам «Заре навстречу» (1959), «Чёрная чайка» (1962), «Здравствуй, это я» (1965). В этом браке родились дочь (1960) и сын (1972).
  - Дочь — Мария Севела (фр. Marie Sevela, род. 1960), французский историк-японист, специализирующийся на русско-японских взаимоотношениях (Centre de recherche sur les civilisations de l’Asie orientale при Ecole des hautes études en sciences sociales, Париж).[19]
- Вторая жена — архитектор Зоя Борисовна Осипова (род. 1945), главный архитектор проекта часовни Александра Невского в Королёве,[20] вдова киносценариста и драматурга Юлия Дунского, составитель книги воспоминаний о нём и его соавторе В. С. Фриде «Служили два товарища» (2003)[21].

## Фильмография

### Сценарист
- 1957 — Наши соседи, «Беларусьфильм» (в титрах — В. Севела)
- 1957 — Пока не поздно, Литовская киностудия
- 1959 — Аннушка, «Мосфильм»
- 1961 — Чёртова дюжина, Рижская киностудия
- 1965 — Нет неизвестных солдат, киностудия им. А. Довженко
- 1966 — Лунные ночи, «Мосфильм»
- 1967 — Крепкий орешек, «Мосфильм»
- 1968 — Годен к нестроевой, «Беларусьфильм» (режиссёр и сценарист)
- 1986 — Колыбельная, «Студио фильмове Зодиак» (Studio filmowe Zodiak), Польша — ФДФ С. А. (FDF S. A.), Швейцария
- 1990 — Попугай, говорящий на идиш, «Киносервис», СССР — «Примодесса-фильм», ФРГ
- 1992 — Ноев ковчег, Россия — США
- 1992 — Ноктюрн Шопена, Россия — США, при участии Рижской киностудии
- 1993 — Благотворительный бал, творческое объединение «Экран»
- 1995 — Господи, кто я?, «Русский Дом ТВ»
- 1996 — Белые дюны

### В период жизни в США
- 1986 — Колыбельная, «Студио фильмове Зодиак» (Studio filmowe Zodiak), Польша — ФДФ С. А. (FDF S. A.), Швейцария

### В СССР
- 1990 — Попугай, говорящий на идиш, «Киносервис», СССР — «Примодесса-фильм», ФРГ

### В современной России
- 1992 — Ноев ковчег, Россия — США
- 1992 — Ноктюрн Шопена, Россия — США, при участии Рижской киностудии
- 1993 — Благотворительный бал, творческое объединение «Экран»
- 1996 — Белые дюны

### Повести, романы, рассказы, новеллы
- Легенды Инвалидной улицы (цикл новелл), 1971, США
- Викинг (роман), 1973, США
- Мраморные ступени (повесть), 1974, Иерусалим
- Fare well, Israel (документальная проза, на английском языке), 1975, США
- Легенды Инвалидной улицы. Тель-Авив, 1975
- Остановите самолёт — я слезу (повесть), 1977, Иерусалим
- Моня Цацкес — знаменосец (повесть в новеллах), 1977, Иерусалим
- Легенды Инвалидной улицы. Иерусалим, 1977
- Мужской разговор в русской бане (повесть в новеллах), 1980, Иерусалим
- Почему нет рая на Земле (повесть), 1981, Иерусалим[22]
- Зуб мудрости (повесть), 1981, США
- Продай твою мать (повесть), 1981, Иерусалим (экранизация по мотивам повести — «Холодное танго» 2017)
- Мама (повесть), 1982, Иерусалим
- Викинг. Нью-Йорк, 1982
- Попугай, говорящий на идиш (сборник рассказов), 1982, США
- Тойота-Королла (роман), 1984, США
- Всё не как у людей (автобиографическая повесть), 1984, Нью-Йорк
- Остановите самолёт — я слезу. Зуб мудрости. М., Книжная палата, 1990
- Остановите самолёт — я слезу. Зуб мудрости. Новосибирск, Интербук, 1991
- Моня Цацкес — знаменосец. М., МП «Жизнь», 1992
- Мужской разговор в русской бане. М., МП «Жизнь», 1992
- Остановите самолёт — я слезу. М., Жизнь, 1992
- Попугай, говорящий на идиш. М., Жизнь, 1992
- Продай твою мать. М., Жизнь, 1992
- Моня Цацкес — знаменосец. СПб., Культ-информ-пресс, 1992
- Моня Цацкес — знаменосец. Омск, Сибцентр, 1992
- Мужской разговор в русской бане. Тойота-Королла. М., Панорама, 1993
- Почему нет рая на Земле. Мама. Викинг. М., ABF, 1994
- Избранное. М., Терра, 1994
- Легенды инвалидной улицы. СПб., Культинформпресс, 1998.
- Избранное. СПб., Кристалл, 1999
- Легенды Инвалидной улицы. Тойота-Королла. СПб., Кристалл, 2000
- Моня Цацкес — знаменосец. Попугай, говорящий на идиш. Почему нет рая на Земле. Мраморные ступени. СПб., Кристалл, 2000
- Мужской разговор в русской бане. Остановите самолёт — я слезу. Мама. СПб., Кристалл, 2000
- Продай твою мать. Викинг. Зуб мудрости. СПб., Кристалл, 2000
- Легенды Инвалидной улицы. СПб., Кристалл, 2001
- Патриот с немытыми ушами (повесть), СПб., Кристалл, 2001,
- Зуб мудрости. СПб., Кристалл, 2002
- Мраморные ступени. Мама. СПб., Кристалл, 2002
- Викинг. СПб., Кристалл, 2003
- Одесса-мама. (Сборник). М,, Оникс - СПб., Кристалл, 2003
- Почему нет рая на земле? М., Зебра Е, 2003
- I love New York. М., Оникс, СПБ., Кристалл, 2003
- Зуб мудрости. Зебра Е, 2004
- Викинг. М., АСТ, 2005
- Мужской разговор в русской бане. М., АСТ, 2006
- Легенды Инвалидной улицы. М., АСТ, 2006
- Муж графини. (Рассказы). М., АСТ, 2006
- Возраст Христа (повесть), 2007, Москва
- Последние судороги неумирающего племени (документальная проза), 2007, Москва
- Зуб мудрости. Одесса-мама. М., АСТ, 2009

### Сценарии и синопсисы
- I love New York (синопсис)
- Сиамские кошечки (киноповесть)
- Белые дюны (киносценарий), 1996
- Белый «Мерседес» (киносценарий), 1996
- Земля жаждет чуда (киносценарий)
- Клён ты мой опавший (киносценарий)
- Одесса-мама (киносценарий)
- Северное сияние (киносценарий)
- Ласточкино гнездо (киносценарий), Москва, 1997